# Ветроопыление

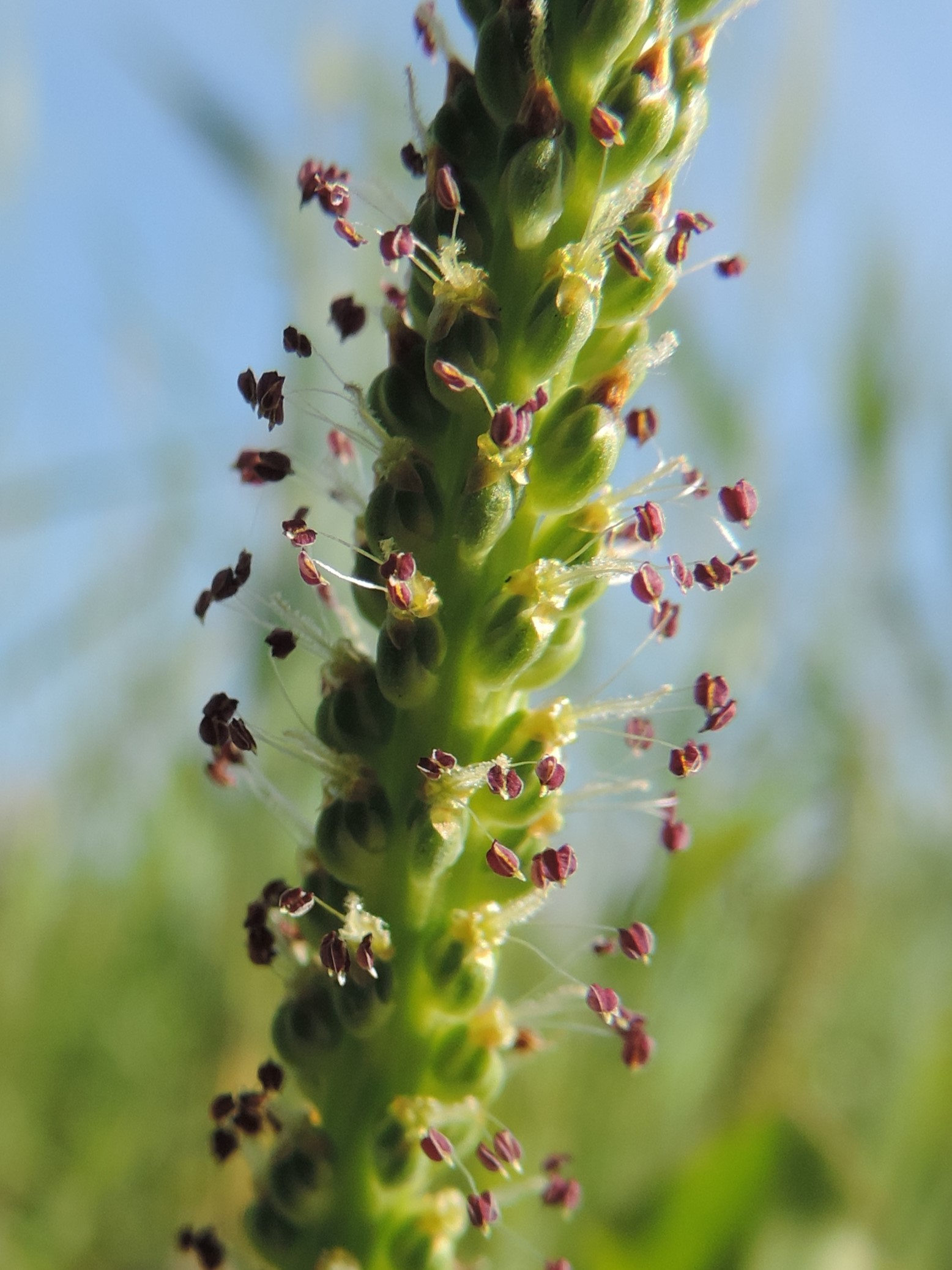
Подорожник большой (Plantago major) — растение-анемофил

Ветроопыление, или анемофилия (от греч. ανεμος — «ветер», φιλια — «любовь, дружба») — перенос пыльцы с одного растения на другое с помощью ветра, вид перекрёстного опыления.
К ветроопыляемым принадлежит около 15—20 % видов покрытосеменных растений (почти все злаки, осока, берёза, бук, крапива, некоторые подорожники). Они часто растут на открытых местах, образуя заросли одного вида (камыш, ковыль, лепешняка). Лещина, ольха, берёза цветут весной, до распускания листьев. У ветроопыляемых растений цветки мелкие, малозаметные, с упрощённым невзрачным околоцветником. Большие пыльники на длинных тычиночных нитях далеко выдвигаются из околоцветника, пестики открытые, с большими рыльцами. Пыльцы образуется много, она мелкая, лёгкая, с гладкой поверхностью. Такая пыльца течением воздуха порой поднимается на километр и более вверх и на расстояние в 50—60 км.
Самоопыление предотвращает: дихогамия, раздельнополость.
Приспособление цветков к ветроопылению: пыльца сухая, липкая, рыльца пестиков выдвинуты из цветка, пыльники свисают, раскачиваясь.